# Marcia (grootmoeder van Julius Caesar)
Marcia was de echtgenote van Gaius Iulius Caesar, de grootvader van de dictator Julius Caesar, en de zus van Quintus Marcius Rex, consul in 118 v.Chr. Er is verder niets geweten over haar leven.

## Antieke bron
- Suet., Caes 6.1.

## Referentie
- W. Smith, art. Marcia (2), in W. Smith (ed.), A dictionary of Greek and Roman biography and mythology, II, Boston, 1867, p. 939.
- M. Strothmann, art. Marcia (2), in NP 7 (1999), col. [?].